# Elecciones parlamentarias de Chile de 1949
En las elecciones parlamentarias de 1949 se escogieron 147 diputados y se renovaron 20 de los 45 senadores, eligiéndolos en las provincias: Atacama-Coquimbo; Santiago; Curicó-Talca-Linares-Maule; y Biobío-Malleco-Cautín.
Esta fue la primera elección bajo la Ley de Defensa Permanente de la Democracia, que prohibió la participación del Partido Comunista y del Partido Progresista Nacional. De todos modos, los comunistas intentaron participar inscribiéndose en los partidos Socialista Auténtico y Socialista Popular. En aquella ocasión lograron la elección de un diputado (Víctor Galleguillos Clett), sin embargo, fueron anulados los votos recibidos por Juan Segundo Lamatta González en la Agrupación Departamental de Valparaíso y Quillota, y por Juan Segundo Maturana Lagos y José Avendaño Rodríguez en el Primer Distrito de la Agrupación Departamental de Santiago, al demostrarse su filiación comunista.
Los partidos políticos que formaron parte de esta elección parlamentaria estuvieron agrupados en tres bloques principales:
- Los partidos que formaban la coalición de gobierno, y que integraban el entonces llamado gabinete de Concentración Nacional: Radical, Conservador, Liberal, Democrático de Chile y Socialista.
- La Falange Radical Agrario Socialista (FRAS), compuesta por los partidos Falange Nacional, Radical Democrático, Agrario Laborista y Socialista Popular.
- El Frente Nacional Democrático (FND), compuesto por los partidos Democrático del Pueblo, Socialista Auténtico, Laborista y Radical Doctrinario.

## Elección de laCámara de Diputados

### Resultados
| Pacto o partido                     | Sigla                       | Votos   | %?      | Dip.? | %?      |
| ----------------------------------- | --------------------------- | ------- | ------- | ----- | ------- |
| Concentración Nacional              | CN                          | 317 412 | 69,54 % | 111   | 75,51 % |
| Partido Radical                     | PR                          | 100 869 | 22,10 % | 34    | 23,13 % |
| Partido Conservador                 | PCon                        | 98 118  | 21,50 % | 31    | 21,09 % |
| Partido Liberal                     | PL                          | 74 582  | 16,34 % | 33    | 22,45 % |
| Partido Democrático de Chile        | PDoCh                       | 20 682  | 4,53 %  | 6     | 4,08 %  |
| Partido Socialista                  | PS                          | 15 676  | 3,43 %  | 5     | 3,40 %  |
| Partido Conservador Tradicionalista | PCT                         | 7485    | 1,64 %  | 2     | 1,36 %  |
| Falange Radical Agrario Socialista  | FRAS                        | 102 842 | 22,55 % | 31    | 21,08 % |
| Partido Agrario Laborista           | PAL                         | 38 742  | 8,49 %  | 14    | 9,52 %  |
| Partido Radical Democrático         | PRDe                        | 23 248  | 5,09 %  | 8     | 5,44 %  |
| Partido Socialista Popular          | PSP                         | 22 631  | 4,98 %  | 6     | 4,08 %  |
| Falange Nacional                    | FN                          | 18 221  | 3,99 %  | 3     | 2,04 %  |
| Frente Nacional Democrático         | FND                         | 23 786  | 5,21 %  | 2     | 1,36 %  |
| Partido Democrático del Pueblo      | PDP                         | 8536    | 1,87 %  | 1     | 0,68 %  |
| Partido Socialista Auténtico        | PSA                         | 5721    | 1,25 %  | 1     | 0,68 %  |
| Partido Laborista                   | PLa                         | 5105    | 1,12 %  | 0     | 0,00 %  |
| Partido Radical Doctrinario         | PRDo                        | 4424    | 0,97 %  | 0     | 0,00 %  |
| Partido Liberal Progresista         | PLP                         | 6431    | 1,41 %  | 2     | 1,36 %  |
| Acción Renovadora                   | AR                          | 1985    | 0,43 %  | 1     | 0,68 %  |
| Movimiento Social Cristiano         | MSC                         | 2018    | 0,44 %  | 0     | 0,00 %  |
| Partido Democrático                 | PDo                         | 1994    | 0,44 %  | 0     | 0,00 %  |
| Total de votos válidos              | Total de votos válidos      | 456 468 | 98,19 % |       |         |
| Votos nulos y en blanco             | Votos nulos y en blanco     | 8 404   | 1,81 %  |       |         |
| Total de sufragios emitidos         | Total de sufragios emitidos | 464 872 | 100 %   |       |         |

### Listado de diputados 1949-1953
| Departamentos                                      | N°  | Diputado                          | Partido |
| -------------------------------------------------- | --- | --------------------------------- | ------- |
| Arica Pisagua Iquique                              | 1   | Ernesto Torres Galdamez           | PR      |
| Arica Pisagua Iquique                              | 2   | Luis Eduardo Undurraga Correa     | PL      |
| Arica Pisagua Iquique                              | 3   | Óscar Quina Pieper                | PR      |
| Arica Pisagua Iquique                              | 4   | Jorge Rogers Sotomayor            | FN      |
| Tocopilla El Loa Antofagasta Taltal                | 5   | Juan de Dios Carmona Peralta      | FN      |
| Tocopilla El Loa Antofagasta Taltal                | 6   | Carlos Souper Maturana            | PL      |
| Tocopilla El Loa Antofagasta Taltal                | 7   | Víctor Galleguillos Clett         | PSA     |
| Tocopilla El Loa Antofagasta Taltal                | 8   | Ernesto Antúnez Rebolledo         | PS      |
| Tocopilla El Loa Antofagasta Taltal                | 9   | Máximo Venegas Sepúlveda          | PDoCh   |
| Tocopilla El Loa Antofagasta Taltal                | 10  | Pedro Oyarzún Callejas            | PR      |
| Tocopilla El Loa Antofagasta Taltal                | 11  | Gilberto Tirado Gordillo          | PR      |
| Chañaral-Copiapó Freirina-Huasco                   | 12  | Carlos Melej Nazar                | PR      |
| Chañaral-Copiapó Freirina-Huasco                   | 13  | Manuel Magalhaes Medlings         | PR      |
| La Serena Coquimbo Elqui Ovalle Combarbalá Illapel | 14  | Gustavo Olivares Faúndez          | PR      |
| La Serena Coquimbo Elqui Ovalle Combarbalá Illapel | 15  | Hugo Miranda Ramírez              | PR      |
| La Serena Coquimbo Elqui Ovalle Combarbalá Illapel | 16  | Edmundo Pizarro Cabezas           | PL      |
| La Serena Coquimbo Elqui Ovalle Combarbalá Illapel | 17  | Juan Peñafiel Illanes             | PL      |
| La Serena Coquimbo Elqui Ovalle Combarbalá Illapel | 18  | Gustavo Arqueros Rodríguez        | Ind     |
| La Serena Coquimbo Elqui Ovalle Combarbalá Illapel | 19  | Alejandro Chelén Rojas            | PSP     |
| La Serena Coquimbo Elqui Ovalle Combarbalá Illapel | 20  | Hugo Zepeda Barrios               | PL      |
| Petorca San Felipe Los Andes                       | 21  | Alejandro Pizarro Herrera         | PR      |
| Petorca San Felipe Los Andes                       | 22  | Mario Tagle Valdés                | PCT     |
| Petorca San Felipe Los Andes                       | 23  | Marcelo Pizarro Herrera           | PL      |
| Valparaíso Quillota Limache                        | 24  | Enrique Wiegand Frödden           | PCSC    |
| Valparaíso Quillota Limache                        | 25  | Francisco Palma Sanguinetti       | PCT     |
| Valparaíso Quillota Limache                        | 26  | Guillermo Rivera Bustos           | PL      |
| Valparaíso Quillota Limache                        | 27  | Alfredo Silva Carvallo            | PCSC    |
| Valparaíso Quillota Limache                        | 28  | Alberto Ceardi Ferrer             | PCSC    |
| Valparaíso Quillota Limache                        | 29  | Fernando Vial Letelier            | PL      |
| Valparaíso Quillota Limache                        | 30  | Luis Bossay Leiva                 | PR      |
| Valparaíso Quillota Limache                        | 31  | Norberto Guevara Almeyda          | PL      |
| Valparaíso Quillota Limache                        | 32  | Rolando Rivas Fernández           | PRDe    |
| Valparaíso Quillota Limache                        | 33  | Alfredo Nazar Feres               | PSA     |
| Valparaíso Quillota Limache                        | 34  | Vasco Valdebenito García          | PS      |
| Valparaíso Quillota Limache                        | 35  | Carlos Morales Cañas              | PDoCh   |
| 1.er. Distrito Metropolitano: Santiago             | 36  | Jorge Meléndez Escobar            | AR      |
| 1.er. Distrito Metropolitano: Santiago             | 37  | Tomás Reyes Vicuña                | FN      |
| 1.er. Distrito Metropolitano: Santiago             | 38  | Francisco Lira Merino             | PAL     |
| 1.er. Distrito Metropolitano: Santiago             | 39  | Bernardo Larraín Vial             | PCT     |
| 1.er. Distrito Metropolitano: Santiago             | 40  | Juan Antonio Coloma Mellado       | PCT     |
| 1.er. Distrito Metropolitano: Santiago             | 41  | Enrique Cañas Flores              | PCT     |
| 1.er. Distrito Metropolitano: Santiago             | 42  | Hugo Rosende Subiabre             | PCT     |
| 1.er. Distrito Metropolitano: Santiago             | 43  | Pedro Cárdenas Núñez              | PDoCh   |
| 1.er. Distrito Metropolitano: Santiago             | 44  | Humberto Martones Quezada         | PDP     |
| 1.er. Distrito Metropolitano: Santiago             | 45  | Roberto Barros Torres             | PL      |
| 1.er. Distrito Metropolitano: Santiago             | 46  | Ernesto Jensen Portales           | PL      |
| 1.er. Distrito Metropolitano: Santiago             | 47  | Paul Aldunate Phillips            | PL      |
| 1.er. Distrito Metropolitano: Santiago             | 48  | Alejandro Ríos Valdivia           | PR      |
| 1.er. Distrito Metropolitano: Santiago             | 49  | Isidoro Muñoz Alegría             | PR      |
| 1.er. Distrito Metropolitano: Santiago             | 50  | Jacobo Schaulsohn Numhauser       | PR      |
| 1.er. Distrito Metropolitano: Santiago             | 51  | Desiderio Arenas Aguiar           | PRDe    |
| 1.er. Distrito Metropolitano: Santiago             | 52  | Astolfo Tapia Moore               | PSP     |
| 1.er. Distrito Metropolitano: Santiago             | 53  | Luis González Olivares            | PS      |
| 2.º. Distrito Metropolitano Talagante              | 54  | Enrique Alcalde Cruchaga          | PCSC    |
| 2.º. Distrito Metropolitano Talagante              | 55  | Carlos Germán Valdés Riesco       | PCT     |
| 2.º. Distrito Metropolitano Talagante              | 56  | Arnoldo Rodríguez Lazo            | PAL     |
| 2.º. Distrito Metropolitano Talagante              | 57  | Miguel Luis Amunátegui Johnson    | PL      |
| 2.º. Distrito Metropolitano Talagante              | 58  | Mario Riquelme Ponce              | PR      |
| 3.er. Distrito Metropolitano: Puente Alto          | 59  | Marco Antonio Salum Yazigi        | PAL     |
| 3.er. Distrito Metropolitano: Puente Alto          | 60  | Luis Arturo Gardeweg Villegas     | PCSC    |
| 3.er. Distrito Metropolitano: Puente Alto          | 61  | Hermes Ahumada Pacheco            | PR      |
| 3.er. Distrito Metropolitano: Puente Alto          | 62  | Raúl Vives Vives                  | PL      |
| 3.er. Distrito Metropolitano: Puente Alto          | 63  | Aniceto Rodríguez Arenas          | PSP     |
| Melipilla San Bernardo Maipo San Antonio           | 64  | Roberto Bravo Santibáñez          | PCT     |
| Melipilla San Bernardo Maipo San Antonio           | 65  | Luis Valdés Larraín               | PCSC    |
| Melipilla San Bernardo Maipo San Antonio           | 66  | Víctor Braun Page                 | PL      |
| Melipilla San Bernardo Maipo San Antonio           | 67  | Simón Olavarría Alarcón           | PSP     |
| Melipilla San Bernardo Maipo San Antonio           | 68  | Raúl Brañes Farmer                | PR      |
| Rancagua Cachapoal Caupolicán San Vicente          | 69  | José Samuel Correa Quesney        | PCSC    |
| Rancagua Cachapoal Caupolicán San Vicente          | 70  | Francisco Labbé Labbé             | PCSC    |
| Rancagua Cachapoal Caupolicán San Vicente          | 71  | Humberto Yáñez Velasco            | PL      |
| Rancagua Cachapoal Caupolicán San Vicente          | 72  | Carlos Miranda Miranda            | PAL     |
| Rancagua Cachapoal Caupolicán San Vicente          | 73  | Sebastián Santandreu Herrera      | PR      |
| Rancagua Cachapoal Caupolicán San Vicente          | 74  | Baltazar Castro Palma             | PSP     |
| San Fernando Santa Cruz Cardenal Caro              | 75  | Francisco Bulnes Sanfuentes       | PCSC    |
| San Fernando Santa Cruz Cardenal Caro              | 76  | Ismael Pereira Lyon               | PCSC    |
| San Fernando Santa Cruz Cardenal Caro              | 77  | Domingo Cuadra Gazmuri            | PL      |
| San Fernando Santa Cruz Cardenal Caro              | 78  | Jorge Errázuriz Echeñique         | PL      |
| Curicó Mataquito                                   | 79  | Humberto Bolados Ritter           | PCT     |
| Curicó Mataquito                                   | 80  | Hernán Arellano Maturana          | PL      |
| Curicó Mataquito                                   | 81  | Raúl Juliet Gómez                 | PR      |
| Talca Curepto Lontué                               | 82  | Juan de Dios Reyes Moya           | PCSC    |
| Talca Curepto Lontué                               | 83  | Camilo Prieto Concha              | PCSC    |
| Talca Curepto Lontué                               | 84  | Guillermo Donoso Vergara          | PL      |
| Talca Curepto Lontué                               | 85  | Humberto Correa Labra             | PR      |
| Talca Curepto Lontué                               | 86  | Santiago Urcelay Emparanza        | PAL     |
| Constitución Cauquenes Chanco                      | 87  | Humberto del Río Gundián          | PL      |
| Constitución Cauquenes Chanco                      | 88  | Ricardo del Río Pinochet          | PAL     |
| Constitución Cauquenes Chanco                      | 89  | Amílcar Chiorrini Alveti          | PR      |
| Linares Parral Loncomilla                          | 90  | Sergio Bustamante del Campo       | PAL     |
| Linares Parral Loncomilla                          | 91  | Alfredo Ibáñez Benítez            | PL      |
| Linares Parral Loncomilla                          | 92  | Luis Ferrada Pérez                | PCSC    |
| Linares Parral Loncomilla                          | 93  | Alejandro Vivanco Sepúlveda       | PR      |
| Itata San Carlos                                   | 94  | Lucio Aníbal Concha Molina        | PCT     |
| Itata San Carlos                                   | 95  | Carlos Cortés Silva               | PAL     |
| Itata San Carlos                                   | 96  | Carlos Montané Castro             | PR      |
| Chillán Bulnes Yungay                              | 97  | Carlos Izquierdo Edwards          | PCSC    |
| Chillán Bulnes Yungay                              | 98  | Eduardo Rodríguez Mazer           | PS      |
| Chillán Bulnes Yungay                              | 99  | Humberto Aguirre Doolan           | PR      |
| Chillán Bulnes Yungay                              | 100 | Orlando Sandoval Vargas           | PR      |
| Chillán Bulnes Yungay                              | 101 | Serafín Soto Rodríguez            | PDoCh   |
| Concepción Talcahuano Tomé Coronel Yumbel          | 102 | Enrique Curti Cannobio            | PCSC    |
| Concepción Talcahuano Tomé Coronel Yumbel          | 103 | Alfonso Urrejola Arrau            | PCSC    |
| Concepción Talcahuano Tomé Coronel Yumbel          | 104 | Ramón Alberto Jiménez Coe         | PDoCh   |
| Concepción Talcahuano Tomé Coronel Yumbel          | 105 | Esteban Iturra Pacheco            | PL      |
| Concepción Talcahuano Tomé Coronel Yumbel          | 106 | Humberto Enríquez Frödden         | PR      |
| Concepción Talcahuano Tomé Coronel Yumbel          | 107 | Ángel Muñoz García                | PR      |
| Concepción Talcahuano Tomé Coronel Yumbel          | 108 | Fernando Maira Castellón          | PR      |
| Concepción Talcahuano Tomé Coronel Yumbel          | 109 | Eliecer Mejías Concha             | PRDe    |
| Concepción Talcahuano Tomé Coronel Yumbel          | 110 | Albino Barra Villalobos           | PS      |
| Arauco Lebu-Cañete                                 | 111 | Luis Martínez Saravia             | PR      |
| Arauco Lebu-Cañete                                 | 112 | Manuel Montalva Vega              | PCSC    |
| La Laja Nacimiento Mulchén                         | 113 | Manuel Moller Bordeu              | PR      |
| La Laja Nacimiento Mulchén                         | 114 | José García González              | PAL     |
| La Laja Nacimiento Mulchén                         | 115 | Julio René de La Jara Zúñiga      | PL      |
| La Laja Nacimiento Mulchén                         | 116 | Héctor Barrueto Hermosilla        | PR      |
| Angol Collipulli Traiguén Victoria Curacautín      | 117 | Osvaldo García Burr               | PL      |
| Angol Collipulli Traiguén Victoria Curacautín      | 118 | Arnoldo Stegman Putsche           | PAL     |
| Angol Collipulli Traiguén Victoria Curacautín      | 119 | Carlos Cifuentes Sobarzo          | PDoCh   |
| Angol Collipulli Traiguén Victoria Curacautín      | 120 | Juan Arnoldo Smitmans López       | PLP     |
| Angol Collipulli Traiguén Victoria Curacautín      | 121 | Miguel Huerta Muñoz               | PL      |
| Angol Collipulli Traiguén Victoria Curacautín      | 122 | Julio Aníbal Sepúlveda Rondanelli | PR      |
| Lautaro Temuco Imperial Pitrufquén Villarrica      | 123 | Jorge Saelzer Balde               | PAL     |
| Lautaro Temuco Imperial Pitrufquén Villarrica      | 124 | Julián Abel Echavarrí Elorza      | PAL     |
| Lautaro Temuco Imperial Pitrufquén Villarrica      | 125 | Andrés Contardo Leyton            | PAL     |
| Lautaro Temuco Imperial Pitrufquén Villarrica      | 126 | Venancio Coñuepán Huenchual       | PCSC    |
| Lautaro Temuco Imperial Pitrufquén Villarrica      | 127 | Gustavo Loyola Vásquez            | PCSC    |
| Lautaro Temuco Imperial Pitrufquén Villarrica      | 128 | Alfonso Salazar Ravanal           | PL      |
| Lautaro Temuco Imperial Pitrufquén Villarrica      | 129 | Enrique Campos Menéndez           | PL      |
| Lautaro Temuco Imperial Pitrufquén Villarrica      | 130 | Julio Durán Neumann               | PR      |
| Lautaro Temuco Imperial Pitrufquén Villarrica      | 131 | Edgardo Barrueto Reeves           | PLP     |
| Lautaro Temuco Imperial Pitrufquén Villarrica      | 132 | Roberto Contreras Galaz           | PR      |
| Valdivia Panguipulli La Unión Río Bueno            | 133 | Juan Luis Maurás Novella          | PRDe    |
| Valdivia Panguipulli La Unión Río Bueno            | 134 | Carlos Acharán Pérez de Arce      | PL      |
| Valdivia Panguipulli La Unión Río Bueno            | 135 | Óscar Bustos Agurto               | PR      |
| Valdivia Panguipulli La Unión Río Bueno            | 136 | Alfredo Lea-Plaza Sáenz           | PAL     |
| Valdivia Panguipulli La Unión Río Bueno            | 137 | Juan Puentes García               | PL      |
| Osorno Río Negro                                   | 138 | Enrique Barrientos Holtheur       | PCSC    |
| Osorno Río Negro                                   | 139 | Quintín Barrientos Villalobos     | PR      |
| Osorno Río Negro                                   | 140 | Sergio Sepúlveda Garcés           | PL      |
| Llanquihue-Puerto Varas Maullín-Calbuco Aysén      | 141 | Edesio García Setz                | PCSC    |
| Llanquihue-Puerto Varas Maullín-Calbuco Aysén      | 142 | Pedro Medina Romero               | PR      |
| Llanquihue-Puerto Varas Maullín-Calbuco Aysén      | 143 | Alfonso Campos Menéndez           | PL      |
| Ancud Castro Quinchao                              | 144 | Raúl Aldunate Phillips            | PL      |
| Ancud Castro Quinchao                              | 145 | Héctor Alejandro Correa Letelier  | PCT     |
| Ancud Castro Quinchao                              | 146 | Exequiel González Madariaga       | PR      |
| Magallanes                                         | 147 | Juan Efraín Ojeda Ojeda           | PS      |

#### Presidentes de la Cámara de Diputados
| Inicio             | Término                | Presidente | Presidente          | Partido | Partido |
| ------------------ | ---------------------- | ---------- | ------------------- | ------- | ------- |
| 15 de mayo de 1949 | 7 de noviembre de 1950 |            | Raúl Brañes Farmer  |         | PR      |
| 15 de mayo de 1949 | 15 de mayo de 1953     |            | Astolfo Tapia Moore |         | PSP     |

## Elección delSenado

### Resultados
| Pacto o partido                    | Sigla                       | Votos   | %?      | Sen.? | %?      | ± S.? |
| ---------------------------------- | --------------------------- | ------- | ------- | ----- | ------- | ----- |
| Concentración Nacional             | CN                          | 147 698 | 58,94 % | 14    | 70,00 % |       |
| Partido Conservador                | PCon                        | 55 825  | 22,28 % | 3     | 15,00 % |       |
| Partido Liberal                    | PL                          | 42 930  | 17,13 % | 6     | 30,00 % | +3    |
| Partido Radical                    | PR                          | 42 125  | 16,81 % | 5     | 25,00 % | -1    |
| Partido Socialista                 | PS                          | 6818    | 2,72 %  | 0     | 0,00 %  | -2    |
| Falange Radical Agrario Socialista | FRAS                        | 63 669  | 25,41 % | 6     | 30,00 % |       |
| Partido Agrario Laborista          | PAL                         | 42 230  | 16,85 % | 3     | 15,00 % |       |
| Partido Radical Democrático        | PRDe                        | 10 445  | 4,17 %  | 1     | 5,00 %  |       |
| Partido Socialista Popular         | PSP                         | 8772    | 3,50 %  | 1     | 5,00 %  |       |
| Falange Nacional                   | FN                          | 2222    | 0,89 %  | 1     | 5,00 %  | +1    |
| Frente Nacional Democrático        | FND                         | 23 931  | 9,55 %  | 0     | 0,00 %  |       |
| Partido Socialista Auténtico       | PSA                         | 15 318  | 6,11 %  | 0     | 0,00 %  |       |
| Partido Radical Doctrinario        | PRDo                        | 8613    | 3,44 %  | 0     | 0,00 %  |       |
| Partido Democrático                | PDo                         | 9252    | 3,69 %  | 0     | 0,00 %  |       |
| Partido Liberal Progresista        | PLP                         | 6002    | 2,40 %  | 0     | 0,00 %  |       |
| Total de votos válidos             | Total de votos válidos      | 250 552 | 99,07 % |       |         |       |
| Votos nulos y en blanco            | Votos nulos y en blanco     | 2351    | 0,93 %  |       |         |       |
| Total de sufragios emitidos        | Total de sufragios emitidos | 252 903 | 100 %   |       |         |       |

### Listado de senadores 1949-1953
Las agrupaciones provinciales que escogían senadores en esta elección para el período 1949-1957 fueron: Atacama y Coquimbo; Santiago; Curicó, Talca, Linares y Maule; y Biobío, Malleco y Cautín.
En el cuadro de distribución se encuentran marcados en celdas oscuras y negrilla aquellos escaños que se eligieron en esta elección. Las restantes provincias en el listado que a continuación se entrega, corresponden a los senadores del período 1945-1953.
| Provincias                                  | N° | Senador                         | Partido |
| ------------------------------------------- | -- | ------------------------------- | ------- |
| Tarapacá Antofagasta                        | 1  | Fernando Alessandri Rodríguez   | PL      |
| Tarapacá Antofagasta                        | 2  | Ángel Custodio Vásquez Galdamez | PR      |
| Tarapacá Antofagasta                        | 3  | Elías Lafferte Gaviño           | PPN     |
| Tarapacá Antofagasta                        | 4  | Pedro Opitz Velásquez           | PR      |
| Tarapacá Antofagasta                        | 5  | Neftalí Reyes Basoalto          | PPN     |
| Atacama Coquimbo                            | 6  | Humberto Álvarez Suárez         | PR      |
| Atacama Coquimbo                            | 7  | Isauro Torres Cereceda          | PR      |
| Atacama Coquimbo                            | 8  | Hernán Videla Lira              | PL      |
| Atacama Coquimbo                            | 9  | Raúl Marín Balmaceda            | PL      |
| Atacama Coquimbo                            | 10 | Eduardo Frei Montalva           | FN      |
| Aconcagua Valparaíso                        | 11 | Manuel Muñoz Cornejo            | PCon    |
| Aconcagua Valparaíso                        | 12 | Eleodoro Guzmán Figueroa        | PR      |
| Aconcagua Valparaíso                        | 13 | Carlos Alberto Martínez         | PS      |
| Aconcagua Valparaíso                        | 14 | Pedro Poklepovic Novillo        | PL      |
| Aconcagua Valparaíso                        | 15 | Alfredo Cerda Jaraquemada       | PCT     |
| Santiago                                    | 16 | Eduardo Cruz-Coke Lassabe       | PCon    |
| Santiago                                    | 17 | Arturo Alessandri Palma         | PL      |
| Santiago                                    | 18 | Ángel Faivovich Hitzcovich      | PR      |
| Santiago                                    | 19 | Carlos Ibáñez del Campo         | PAL     |
| Santiago                                    | 20 | Eugenio González Rojas          | PSP     |
| O'Higgins Colchagua                         | 21 | Florencio Durán Bernales        | PRDe    |
| O'Higgins Colchagua                         | 22 | Diego Francisco Bulnes Correa   | PL      |
| O'Higgins Colchagua                         | 23 | Héctor Rodríguez de la Sotta    | PCon    |
| O'Higgins Colchagua                         | 24 | Ladislao Errázuriz Pereira      | PL      |
| O'Higgins Colchagua                         | 25 | Sergio Fernández Larraín        | PCT     |
| Curicó Talca Linares Maule                  | 26 | Ulises Correa Correa            | PR      |
| Curicó Talca Linares Maule                  | 27 | Eduardo Alessandri Rodríguez    | PL      |
| Curicó Talca Linares Maule                  | 28 | Julio Pereira Larraín           | PAL     |
| Curicó Talca Linares Maule                  | 29 | Pedro Opaso Cousiño             | PL      |
| Curicó Talca Linares Maule                  | 30 | Alberto del Pedregal Artigas    | PL      |
| Ñuble Concepción Arauco                     | 31 | Fernando Aldunate Errázuriz     | PCon    |
| Ñuble Concepción Arauco                     | 32 | Salvador Ocampo Pastene         | PPN     |
| Ñuble Concepción Arauco                     | 33 | Gustavo Rivera Baeza            | PL      |
| Ñuble Concepción Arauco                     | 34 | Julio Eduardo Martínez Montt    | PDo     |
| Ñuble Concepción Arauco                     | 35 | Alberto Moller Bordeu           | PR      |
| Biobío Malleco Cautín                       | 36 | Raúl Rettig Guissen             | PR      |
| Biobío Malleco Cautín                       | 37 | Jaime Larraín García-Moreno     | PAL     |
| Biobío Malleco Cautín                       | 38 | Gregorio Amunátegui Jordán      | PL      |
| Biobío Malleco Cautín                       | 39 | Joaquín Prieto Concha           | PCon    |
| Biobío Malleco Cautín                       | 40 | Hernán Figueroa Anguita         | PRDe    |
| Valdivia Llanquihue Chiloé Aysén Magallanes | 41 | Alfonso Bórquez Pérez           | PR      |
| Valdivia Llanquihue Chiloé Aysén Magallanes | 42 | Carlos Haverbeck Richter        | PL      |
| Valdivia Llanquihue Chiloé Aysén Magallanes | 43 | Alfredo Duhalde Vásquez         | PRDe    |
| Valdivia Llanquihue Chiloé Aysén Magallanes | 44 | Salvador Allende Gossens        | PS      |
| Valdivia Llanquihue Chiloé Aysén Magallanes | 45 | José Maza Fernández             | PL      |

#### Presidentes del Senado
| Inicio                  | Término              | Presidente | Presidente                    | Partido | Partido |
| ----------------------- | -------------------- | ---------- | ----------------------------- | ------- | ------- |
| 15 de mayo de 1949      | 22 de junio de 1949  |            | Humberto Álvarez Suárez       |         | PR      |
| 22 de junio de 1949     | 24 de agosto de 1950 |            | Arturo Alessandri Palma       |         | PL      |
| 6 de septiembre de 1950 | 15 de mayo de 1953   |            | Fernando Alessandri Rodríguez |         | PL      |